# Der Irland-Krimi: Blackout
Blackout ist ein deutscher Kriminalfilm von Matthias Tiefenbacher aus dem Jahr 2023. Es handelt sich um die siebte Episode zur ARD-Kriminalfilmreihe Der Irland-Krimi. Die Erstausstrahlung erfolgte am 12. Oktober 2023 im Rahmen des Donnerstags-Krimis zur Hauptsendezeit auf Das Erste.

## Handlung
Die in Galway ansässige deutsche Psychologin Cathrin Blake beschäftigt sich diesmal mit dem Mord an der 16-jährigen Schülerin Moira McKendry, die nach einer Schulparty tot aufgefunden wurde. Sie war bei den Menschen durchwegs beliebt, aber in letzter Zeit hatte sie Streit mit ihrer allerbesten Freundin Hanna Riley, die sie Zeugenaussagen zufolge auch zuletzt gesehen haben muss. Bei den Befragungen zur Nacht der Schulparty kann Riley gegenüber Cathrin Blake keine Angaben machen, weil sie einen vollkommenen Blackout hat.

## Produktionsnotizen
Die Dreharbeiten für Blackout erstreckten sich zeitgleich mit der nachfolgenden Episode Mond über Galway vom 17. Oktober 2022 bis zum 9. Dezember 2022 und fanden im County Wicklow und in weiterer Umgebung von Dublin statt.